# Isrā'īlīyāt
Isrā'īlīyāt (arabisch إسرائيليات, DMG Isrāʾīlīyāt) ist eine Bezeichnung für Texte, die sich in den verschiedensten Genres der islamischen Literatur finden und die dazu eingesetzt werden, zusätzliches Wissen zu den im Koran enthaltenen Informationen (z. B. über Propheten) anzubieten.

## Herkunft der Texte
Der Koran selbst ist durch einen allusiven Stil und eine knappe Erzählweise gekennzeichnet, wodurch beim Hörer oder Leser oftmals Anfragen an den Text entstehen, die beispielsweise durch Isrā'īlīyāt beantwortet werden. Der Begriff „Isrā'īlīyāt“ ist eine Fremdbezeichnung, die erst auftauchte, als die Literaturform vorhanden war. Dabei weist der Begriff bereits auf die vermutete Herkunft dieses Materials hin, wobei oftmals jüdische Quellen bzw. jüdische Konvertiten wie Kaʿb al-Ahbār als Überlieferer angenommen werden. Die genaue Herkunft des Materials ist in der Forschung stark umstritten. Manche Forscher gewichten beispielsweise das Judentum stärker und manche das Christentum. Aufgrund der Entstehung des Islams in einem spätantiken Umfeld muss jedoch nicht nur vom Juden- und Christentum (oder einer der beiden Religionen), sondern vom generellen spätantiken Erzählkontext, der durch eine große religiöse Pluralität gekennzeichnet war, für diese Texte ausgegangen werden. Es handelt sich um wichtige Intertexte, die eine entscheidende Momentaufnahme des exegetischen Prozesses des Frühislams darstellen und deren Verwendung in der späteren Literatur auch die eigene Gewichtung durch den jeweils Auslegenden zeigen.

## Tradenten von Erzählungen
Eine wichtige Rolle bei der Tradierung der Isrā'īlīyāt spielten Proselyten und Konvertiten, die diese Texte aus ihrem Kontext weitergaben und in den entstehenden Islam einbrachten. Auch die so genannten „Geschichtenerzähler“ waren für die Tradierung dieser Erzählungen bedeutend. Gerade in einer Zeit, in der sich der Islam ausbreitete und viele Menschen Analphabeten waren, waren sie wichtige Vermittler von Informationen zu koranischen Erzählungen.

## Entwicklung der Verwendung
In den ersten 6. bis 7. Jahrhunderten des Islams, spielten Isrā'īlīyāt keine große Rolle und wurde von bis in das 14. Jahrhundert selten verwendet, von manchen Gelehrten gar nicht. Bis dahin scheint der Ausdruck ein Buch oder einen festen Corpus von Geschichten, im Zusammenhang mit der Schöpfungsgeschichte und Berichten vergangener Propheten, die man für unzuverlässig hielt, fand aber keine weite Verbreitung. Erst für Ibn Taimiya (st. 1328) stellten die Isrā'īlīyāt eine Ansammlung von unzuverlässigen Überlieferungen jüdischen Ursprungs, die mit früheren Überlieferern, wie Wahb ibn Munabbih und Kaʿb al-Ahbār, deren Autorität von früheren sunnitischen Gelehrten, wie At-Tabarī, noch akzeptiert waren, in Verbindung. Dennoch war es sein Schüler Ibn Kathīr, der den Ausdruck erstmals systematisch für Traditionen nutzte, die dieser vehement ablehnte. Nicht nur die Traditionen selbst, sondern auch den Überlieferern, wie ʿAbdallāh ibn ʿAbbās, begegnet er abwertend. Aber erst im 20. Jahrhundert setzte sich die systematische Verwendung der Isrā'īlīyāt durch. So werden sie besonders in der heutigen Zeit oftmals kritisiert und als „unislamisch“ betrachtet. Lediglich im türkischen Raum werden noch gelegentlich Isrā'īlīyāt genutzt und toleriert. Die zeitgenössische Exegese sieht sie aber in der Regel als fremd in den Islam eingebracht an und meint, dass sich in den Erzählungen Elemente, wie z. B. Perspektiven auf Prophetengestalten, bestimmte theologische Überzeugungen widersprechen oder zu widersprechen scheinen. Auch ihre Tradenten werden kritisiert und deren Rechtgläubigkeit in Frage gestellt. Die starke Kritik an dieser Literatur ist dabei ein modernes Phänomen und steht im Gegensatz zu einer intensiven Nutzung dieser Texte in der vormodernen Zeit.